# فران كابو
فران كابو (بالإنجليزية: Fran Capo) هي متحدثة تحفيزية أمريكية وممثلة كوميدية وفنان صوتي ومؤلفة. وهي حاملة لـ 9 أرقام قياسية عالمية، أشهرها دخولها موسوعة غينيس للأرقام القياسية كأسرع امرأة تتحدث بسرعة 603.32 كلمة في الدقيقة. حطمت رقمها القياسي العالمي التاسع أثناء وجودها على مسرح تيدكس عندما ألقت محاضرتها لمدة 18 دقيقة، ثم أعادت إلقاء المحاضرة بالكامل في 59 ثانية. 

## نشأتها
وُلِدت فران كابو في قرية غرينتش في مدينة نيويورك. تخرجت من كلية كوينز بدرجة البكالوريوس في الفلسفة ودرجة الماجستير في الإعلام والمحاسبة. لقد حصلت على حضور مثالي طوال المدرسة الثانوية والجامعة، كما أنها كانت ضمن قائمة أريستا وقائمة عميد.
تم إدراج كابو في موسوعة غينيس للأرقام القياسية (1989)، صدق أو لا تصدق! (2006) كتاب السجلات البديلة (2006، 2019).  وهي مسجلة في موسوعة غينيس للأرقام القياسية كأسرع أنثى تتحدث، بعد أن حطمت الرقم القياسي مرتين. حققت كابو الرقم القياسي الحالي في 5 يونيو 1990  في متحف غينيس في لاس فيغاس، حيث تحدثت بسرعة 603.32 كلمة في الدقيقة في 54.2 ثانية.
حطمت الرقم القياسي لأول مرة في التحدث بسرعة 585 كلمة في الدقيقة (wpm) على برنامج لاري كينج لايف في 5 مارس 1986. ثم حطمت الرقم القياسي للتحدث بسرعة 603.32 كلمة في الدقيقة في متحف غينيس في لاس فيغاس أمام الصحافة بحضور محكم. وقامت بجولة حول العالم مع حاملي الأرقام القياسية العالمية لافتتاح متاحف غينيس في شيكاغو ونيويورك وسنغافورة وكوريا. تحمل أيضًا الرقم القياسي لأعلى ارتفاع لتوقيع كتاب، باعتباره المؤلف الوحيد الذي قام بتوقيع كتاب على قمة جبل كليمنجارو. وأعمق توقيع كتاب في موقع حطام السفينة تيتانيك (جمهورية حاملي الأرقام القياسية). بصفتها معالجة تنويم مغناطيسي معتمدة، قامت بإنشاء تأملات عقلية ليلية وصباحية للاسترخاء، والطاقة الإيجابية، وتقليل القلق، والشفاء والنوم الهادئ.

### المغامرة
باعتبارها مغامرة، فقد شاركت في ماراثون مدينة نيويورك، وقادت سيارات السباق، وقامت بتجربة انعدام الجاذبية، وتسلقت جدار قلعة في النمسا، وقفزت بالحبال المطاطية، وغاصت مع أسماك القرش، وسارت على الفحم الساخن، وأكلت النار.

### عبر الاعلام
ظهرت كابو في أكثر من 500 برنامج تلفزيوني و4500 برنامج إذاعي، بما في ذلك إي تي و لاري كينغ لايفو Last Call with Carson Daly و صباح الخير يا أمريكا و مارثا ستيوارت شو و فوكس نيوز و Dog Eat Dog و Nick at Nite و"More than Human" على قناة ديسكفري ومؤخرًا في برنامج "What's my secret" على قناة MTV. شاركت في تقديم برنامج تلفزيوني بعنوان "عشها! مع دونا دريك". من بين كتبها الـ 22 "حدث في نيوجيرسي"، "حدث في بنسلفانيا"، "أساطير وأسرار نيويورك"، "أساطير وأسرار نيوجيرسي". كما كتبت رواية الجريمة الكوميدية الحقيقية "Almost a Wise Guy" وكتابها الروحي الذي وصل إلى المركز الحادي عشر على موقع أمازون "Hopeville: The city of Light". كما كتبت لمجلات دولية بالإضافة إلى كتابة مدونة أسبوعية وبودكاست بعنوان "عالم فران". خلال فترة كوفيد-19، قامت ببث 52 حلقة من برنامج Cuppa Capo على الهواء مباشرة عبر فيسبوك.
ظهرت أيضًا كمتسابقة في إصدار خاص لحاملي الرقم القياسي العالمي في برنامج The Weakest Link في نوفمبر 2002. على الرغم من أنها تم التصويت لها في الجولة الأولى، إلا أن أداءها الفكاهي لفت انتباه المنتج وفي اليوم التالي تم اختيارها للمشاركة في برنامج "Dog eat Dog". وهي مدرجة حاليًا في تطبيق الثقافة الشعبية "عبقرية الكلمة" باعتبارها تعريفًا لكلمة ثرثارة.
فيما يتعلق بالتمثيل، لدى كابو العديد من الأفلام ومقاطع الفيديو. تتضمن مقاطع الفيديو الموسيقية الخاصة بها أغنية "Fashion" لديفيد بوي (ظهرت في أول فيديو لها بعد 2:09 ثانية - قصة مضحكة للغاية حول كيفية وصولها إلى هذا الحد والتي تظهر في قسم القصص على موقعها الإلكتروني). كما ظهرت في الفيلم الوثائقي لريك سبرينغفيلد على نتفليكس، "An Affair of the Heart". أما من الناحية السينمائية، فقد ظهرت في فيلم "Father and Father" (2018) الحائز على جائزة صندانس الكبرى، "Sunday" (1997)، وZ Dead End (2018)، وفيلم الرسوم المتحركة "Herbie and the Smushies" (2018) وما إلى ذلك. بصفتها مغنية الراب الكوميدية "June East" (شقيقة ماي ويست المفقودة منذ فترة طويلة)، قامت بجولة مع LL Cool J وFat Boys مع أغنيتها الفردية "Rappin Mae" (مجلة بيلبورد 1986).
كان كابو أيضًا متحدثًا باسم العديد من الشركات بما في ذلك Masterfoods، و Auntie Anne's pretzels، وChock full o'Nuts، و Perdue chicken، و سيتي بنك، و Ripley's Believe it or Not!. بعد طلاقها، قامت كابو بتربية ابنها سبنسر كأم عزباء في نيويورك، بمساعدة الأسرة.

## روابط خارجية
- Books by Fran Capo at WorldCat